# Andreas Reuß (Schriftsteller)
Andreas Reuß (* 12. Oktober 1954 in Bamberg) ist ein deutscher Schriftsteller, Fotograf, Lehrer, Philosoph und Lokalpolitiker.

## Leben
Reuß studierte Germanistik und katholische Theologie in Regensburg und Würzburg. In Regensburg besuchte er Vorlesungen von Joseph Ratzinger, der auch seine kirchliche Lehrerlaubnis Missio Canonica signierte. 1980 bis 2020 unterrichtete Reuß an Gymnasien in München, Höchstadt an der Aisch, Spardorf und Ebermannstadt.
1977 begann er kulturelle Beiträge für Zeitungen und Zeitschriften zu schreiben, manche hat er zusammen mit Stefan Fröhling verfasst. Seit 2012 schreibt Reuß auch größere Essays für die Bamberger Onlinezeitung. Zeitweise schrieb er unter dem Pseudonym Peter von Liebenau. Er veröffentlichte auch das Libretto für große Chor- und Orchesterwerke, die unter anderem 2015 aufgeführt wurden. Co-Autor vieler seiner Publikationen ist Stefan Fröhling, darunter biographische Werke und Kriminalromane mit der  Romanfigur Dr. Philipp Laubmann.
Außerdem ist er Autor künstlerischer und dokumentarischer Fotografien.
Seit Beginn der 1980er Jahre engagiert sich Reuß in Bamberg für Naturschutz und Denkmalpflege, seit 1989 als Mitbegründer des Vereins „Bewahrt die Bergstadt“ e.V. (1996–2008 Erster Vorsitzender) und von 2008 bis 2020 (mit einer Unterbrechung von Mai bis September 2014) als Stadtrat für die Fraktion der GAL.

## Publikationen (Auswahl)
- mit Stefan Fröhling: Kunigundenweg zwischen Bamberg und Aub. Bayerische Verlagsanstalt, Bamberg 1990.
- mit Stefan Fröhling: Böhmerwald und böhmische Bäder. 2. Auflage. DuMont, Köln 1996.
- mit Stefan Fröhling: Schwarzwald. DuMont, Köln 2000, ISBN 3-7701-3734-5.
- Praha Bamberg, Bamberg. Katalog zu einer Fotoausstellung. Weiß, Bamberg 1998.
- mit Stefan Fröhling: Die Humboldts. Lebenslinien einer gelehrten Familie. Nicolai, Berlin 1999 (erschienen zur Ausstellung „Netzwerke des Wissens“ im Haus der Kulturen der Welt in Berlin und in der Kunst- und Ausstellungshalle der Bundesrepublik Deutschland in Bonn, anlässlich der Forschungsreise Alexanders 1799 nach Amerika).
- mit Stefan Fröhling.: Der Ausflugsverführer Nürnberg, Cadolzburg. 3. Auflage. ars vivendi, 2003.
- mit Stefan Fröhling: Karpfen und Kultur in Franken. Carl, Nürnberg 2003.
- mit Stefan Fröhling: Bamberg entdecken. Spaziergang durch die Weltkulturerbestadt. Fränkischer Tag, Bamberg 2004.
- mit Stefan Fröhling: Der zerrissene Rosenkranz. Philipp Laubmanns erster Fall. Knecht-Verlag, Frankfurt am Main 2005.
- mit Stefan Fröhling: Bärenzwinger. Philipp Laubmanns zweiter Fall. Frankfurt am Main 2006.
- mit Stefan Fröhling: Teufelswasser. Philipp Laubmanns dritter Fall. Frankfurt am Main 2008.
- mit Stefan Fröhling.: Franken. 6. Neuauflage. DuMont, Köln 2012.
- mit Stefan Fröhling: Schicksalsmomente. Entscheidende Augenblicke im Leben großer Persönlichkeiten. Moers 2013.
- Urbane Plaudereien. „Eine Bamberg-Affäre“. Weiß, Bamberg 2014.
- mit Stefan Fröhling.: Bamberg. DuMont, Köln 2018.
- mit Matthias Scherbaum: Stadtphilosophischer Lehrpfad Bamberg. Weiß, Bamberg 2018, ISBN 978-3-940821-63-8.
- Liebe zur Altenburg. Ein Essay mit Burgführer. Weiß, Bamberg 2020, ISBN 978-3-940821-74-4.
- Penthesilea. oder Die Sprache der Hände – Roman. Weiß, Bamberg 2021, ISBN 978-3-940821-86-7.
- E.T.A. Hoffmann in seiner Zeit. Ein Streifzug durch sein Leben und Schaffen von Andreas Reuß und Matthias Scherbaum. Weiß, Bamberg 2022, ISBN 978-3-940821-95-9.
- Cäcilia und Michaelina. oder E.T.A. Hoffmanns wundersamstes Erlebnis. Eine musikalische Novelle. Weiß, Bamberg 2022, ISBN 978-3-940821-96-6.
- Lebensläufe wie Liebeslieder. Frauengestalten der Romantik in Bamberg und Franken. Heinrichs-Verlag, Bamberg 2022, ISBN 978-3-89889-240-7.
- 1000 Jahre Kaiser Heinrich der Heilige. Sein Leben, seine Stadt Bamberg, sein Dom und seine Stiftungen. Herrscher von Gottes Gnaden am Ende aller Zeiten, Kunstverlag Josef Fink, Lindenberg im Allgäu www.kunstverlag-fink.de 2024, ISBN 978-3-95976-502-2.
- ...daß ich glaube der Erzbischof von Bamberg zu seyn. Von Moses Mendelssohns Seelen-Erweis bis Felix Mendelssohn Bartholdys Tizian-Erleuchtung, Kunstverlag Josef Fink, Lindenberg im Allgäu www.kunstverlag-fink.de 2024, ISBN 978-3-95976-521-3